# Chametla
Chametla är en ort i Mexiko.   Den ligger i kommunen Rosario och delstaten Sinaloa, i den centrala delen av landet, 800 km nordväst om huvudstaden Mexico City. Chametla ligger 19 meter över havet och antalet invånare är 1 842.
Terrängen runt Chametla är platt. Runt Chametla är det glesbefolkat, med 15 invånare per kvadratkilometer. Närmaste större samhälle är Escuinapa de Hidalgo, 19,3 km öster om Chametla. Omgivningarna runt Chametla är en mosaik av jordbruksmark och naturlig växtlighet.